# Нідергебра
Нідергебра (нім. Niedergebra) — громада в Німеччині, розташована в землі Тюрингія. Входить до складу району Нордгаузен.
Площа — 9,99 км2. Населення становить 619 ос. (станом на 31 грудня 2021).